# Herbert Jamison

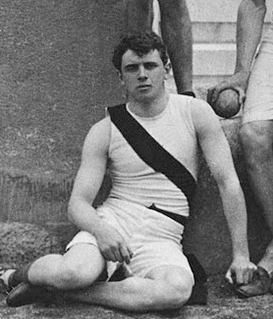
Jamison bei Olympia 1896

Herbert Brotherson Jamison (* 17. September 1875 in Peoria, Illinois; † 22. Juni 1938 ebenda), ein US-Student der Princeton University, war Teilnehmer der ersten Olympischen Spiele 1896 in Athen. Er trat für die USA an und belegte im 400-Meter-Lauf am 2. Wettkampftag, dem 7. April (26. März*), in einer Zeit von 55,2 s den zweiten Platz. Am ersten Wettkampftag, dem 6. April (25. März*), gewann Jamison beim ersten Ausscheidungslauf über 400 Meter vor dem Deutschen Fritz Hofmann. Damit holte er sich für einen Tag den olympischen Rekord über diese Distanz.

## Ergebnisse/Platzierungen bei Olympischen Spielen
| Disziplin | 1896 |
| --------- | ---- |
| 400 m     | 2.   |

* 1896 war in Griechenland der Julianische Kalender gültig